# Predore
Predore is een gemeente in de Italiaanse provincie Bergamo (regio Lombardije) en telt 1837 inwoners (31-12-2004). De oppervlakte bedraagt 11,6 km², de bevolkingsdichtheid is 162 inwoners per km².

## Demografie
Predore telt ongeveer 781 huishoudens. Het aantal inwoners steeg in de periode 1991-2001 met 9,1% volgens cijfers uit de tienjaarlijkse volkstellingen van ISTAT.
| Jaar | Inwoneraantal |
| ---- | ------------- |
| 1991 | 1628          |
| 2001 | 1776          |
| 2004 | 1837          |

## Geografie
De gemeente ligt op ongeveer 190 m boven zeeniveau.
Predore grenst aan de volgende gemeenten: Iseo (BS), Sarnico, Tavernola Bergamasca, Viadanica, Vigolo.
Adrara San Martino · Adrara San Rocco · Albano Sant'Alessandro · Albino · Algua · Almenno San Bartolomeo · Almenno San Salvatore · Almè · Alzano Lombardo · Ambivere · Antegnate · Arcene · Ardesio · Arzago d'Adda · Averara · Aviatico · Azzano San Paolo · Azzone · Bagnatica · Barbata · Bariano · Barzana · Bedulita · Berbenno · Bergamo · Berzo San Fermo · Bianzano · Blello · Bolgare · Boltiere · Bonate Sopra · Bonate Sotto · Borgo di Terzo · Bossico · Bottanuco · Bracca · Branzi · Brembate · Brembate di Sopra · Brembilla · Brignano Gera d'Adda · Brumano · Brusaporto · Calcinate · Calcio · Calusco d'Adda · Calvenzano · Camerata Cornello · Canonica d'Adda · Capizzone · Capriate San Gervasio · Caprino Bergamasco · Caravaggio · Carobbio degli Angeli · Carona · Carvico · Casazza · Casirate d'Adda · Casnigo · Cassiglio · Castel Rozzone · Castelli Calepio · Castione della Presolana · Castro · Cavernago · Cazzano Sant'Andrea · Cenate Sopra · Cenate Sotto · Cene · Cerete · Chignolo d'Isola · Chiuduno · Cisano Bergamasco · Ciserano · Cividate al Piano · Clusone · Colere · Cologno al Serio · Colzate · Comun Nuovo · Corna Imagna · Cornalba · Cortenuova · Costa Valle Imagna · Costa Volpino · Costa di Mezzate · Costa di Serina · Covo · Credaro · Curno · Cusio · Dalmine · Dossena · Endine Gaiano · Entratico · Fara Gera d'Adda · Fara Olivana con Sola · Filago · Fino del Monte · Fiorano al Serio · Fontanella · Fonteno · Foppolo · Foresto Sparso · Fornovo San Giovanni · Fuipiano Valle Imagna · Gandellino · Gandino · Gandosso · Gaverina Terme · Gazzaniga · Gerosa · Ghisalba · Gorlago · Gorle · Gorno · Grassobbio · Gromo · Grone · Grumello del Monte · Isola di Fondra · Isso · Lallio · Leffe · Lenna · Levate · Locatello · Lovere · Lurano · Luzzana · Madone · Mapello · Martinengo · Medolago · Mezzoldo · Misano di Gera d'Adda · Moio de' Calvi · Monasterolo del Castello · Montello · Morengo · Mornico al Serio · Mozzanica · Mozzo · Nembro · Olmo al Brembo · Oltre il Colle · Oltressenda Alta · Oneta · Onore · Orio al Serio · Ornica · Osio Sopra · Osio Sotto · Pagazzano · Paladina · Palazzago · Palosco · Parre · Parzanica · Pedrengo · Peia · Pianico · Piario · Piazza Brembana · Piazzatorre · Piazzolo · Pognano · Ponte Nossa · Ponte San Pietro · Ponteranica · Pontida · Pontirolo Nuovo · Pradalunga · Predore · Premolo · Presezzo · Pumenengo · Ranica · Ranzanico · Riva di Solto · Rogno · Romano di Lombardia · Roncobello · Roncola · Rota d'Imagna · Rovetta · San Giovanni Bianco · San Paolo d'Argon · San Pellegrino Terme · Sant'Omobono Terme · Santa Brigida · Sarnico · Scanzorosciate · Schilpario · Sedrina · Selvino · Seriate · Serina · Solto Collina · Solza · Songavazzo · Sorisole · Sotto il Monte Giovanni XXIII · Sovere · Spinone al Lago · Spirano · Stezzano · Strozza · Suisio · Taleggio · Tavernola Bergamasca · Telgate · Terno d'Isola · Torre Boldone · Torre Pallavicina · Torre de' Roveri · Trescore Balneario · Treviglio · Treviolo · Ubiale Clanezzo · Urgnano · Valbondione · Valbrembo · Valgoglio · Valleve · Valnegra · Valsecca · Valtorta · Vedeseta · Verdellino · Verdello · Vertova · Viadanica · Vigano San Martino · Vigolo · Villa d'Adda · Villa d'Almè · Villa d'Ogna · Villa di Serio · Villongo · Vilminore di Scalve · Zandobbio · Zanica · Zogno
1. ↑  https://demo.istat.it/?l=it.